# 22 Bootis
Désignations
22 Bootis, également désignée f Bootis, est une étoile de la constellation du Bouvier, située à 319 années-lumière de la Terre.